# Helius (Helius) parvidens
Helius (Helius) parvidens is een tweevleugelige uit de familie steltmuggen (Limoniidae). De soort komt voor in het Neotropisch gebied.